# Young Bleed
Young Bleed, pseudonimo di Glenn Clifton Jr. (Baton Rouge, 25 marzo 1978), è un rapper statunitense.
Dall'uscita del suo primo disco, My Balls & My Word, datato 1998, Young Bleed si è accostato al southern hip hop, narrando la sua visione del Sud attraverso le sue canzoni.

## Discografia

### Album in studio
- 1998 – My Balls & My Word
- 1999 – My Own
- 2002 – Carleone's Vintage (pubblicato a nome Young Bleed Carleone's)
- 2004 – Family Business (con Da Carleone Family)
- 2005 – Rise Thru da Ranks from Earner Tugh Capo
- 2007 – Once Upon a Time in Amedica
- 2008 – Off Tha Curb (con Freize)
- 2011 – Preserved
- 2014 – Country Boy Livin' (con Chucky Workclothes)
- 2017 – Livin'
- 2019 – Wut' Uh' Life'
- 2020 – Signs N' Wonders'

### Singoli
- 1997 – How Ya Do Dat
- 1998 – Times So Hard
- 1999 – Give And Take